# Ямашевское сельское поселение
Ямашевское се́льское поселе́ние — муниципальное образование в Канашском районе Чувашской Республики Российской Федерации.
Административный центр — село Ямашево.

## История
Статус и границы сельского поселения установлены Законом Чувашской Республики от 24 ноября 2004 года № 37 «Об установлении границ муниципальных образований Чувашской Республики и наделении их статусом городского, сельского поселения, муниципального района и городского округа»

## Население
| 2010  | 2012  | 2013  | 2014  | 2015  | 2016  | 2017  |
| ----- | ----- | ----- | ----- | ----- | ----- | ----- |
| 1385  | ↘1348 | ↘1292 | ↘1256 | ↘1232 | ↘1171 | ↘1140 |
| 2018  | 2019  | 2020  | 2021  |       |       |       |
| ↘1088 | ↘1044 | ↘1030 | ↘1006 |       |       |       |

## Состав сельского поселения
| № | Населённый пункт | Тип населённого пункта       | Население |
| - | ---------------- | ---------------------------- | --------- |
| 1 | Братьякасы       | деревня                      | →208      |
| 2 | Вурман-Янишево   | деревня                      | →331      |
| 3 | Имелево          | деревня                      | →176      |
| 4 | Малды-Питикасы   | деревня                      | →102      |
| 5 | Ямашево          | село, административный центр | →568      |

## Символика
Первоначально флаг и герб поселения планировалось использовать у Аликовского района. Утверждён решением № 44/3 от 14.11.2014.